# John Loudon McAdam
John Loudon McAdam (ur. 21 września 1756 w Ayrze, zm. 26 listopada 1836 w Moffacie) – szkocki inżynier, pomysłodawca makadamu.

## Życiorys
Urodził się 21 września 1756 roku w Ayrze. Jego rodzicami byli James McAdam i Susanna Cochrane. Był najmłodszym z dziesięciorga rodzeństwa. W 1770 roku udał się do Nowego Jorku, by pracować jako kupiec u swojego wuja i po trzynastu latach wrócił do Szkocji z pokaźnym majątkiem, osiedlając się w Ayrshire. Został wówczas zarządcą dróg i zauważył, że lokalne drogi utwardzone są w złym stanie, zatem na własny koszt podjął się szeregu eksperymentów w ich budowie. W 1798 roku przeniósł się do Falmouth, gdzie kontynuował swoje badania z upoważnienia rządu. Zalecił, aby drogi były uniesione nad przylegającą ziemią dla dobrego drenażu i zakryte, najpierw  dużymi skałami, a następnie mniejszymi kamieniami i cała masa okalana drobnym żwirem lub żużlem. W 1815 roku został inspektorem generalnym dróg w Bristolu i wcielił swoje plany w życie. Aby udokumentować swoją pracę, McAdam napisał Remarks on the Present System of Road-Making (w 1816) i Practical Essay on the Scientific Repair and Preservation of Roads (w 1819). Dzięki aprobacie Parlamentu Brytyjskiego w 1823 roku, został mianowany geodetą generalnym dróg metropolitalnych cztery lata później. Opisany przezeń proces budowy dróg ten został szybko przyjęty w innych krajach, w szczególności w Stanach Zjednoczonych. McAdam zmarł 26 listopada 1836 roku w Moffacie.